# Valdemir Vicente Andrade Santos
Valdemir Vicente Andrade Santos (ur. 5 stycznia 1973 w Aracaju) – brazylijski duchowny katolicki, biskup pomocniczy Fortalezy w latach 2018-2024, biskup Juazeiro od 2024.  

## Życiorys
Święcenia kapłańskie przyjął 24 sierpnia 2001 i został inkardynowany do archidiecezji Aracajú. Pracował głównie jako duszpasterz parafialny, był także m.in. rektorem niższego seminarium (2006–2010), kanclerzem kurii (2014–2016) oraz wikariuszem generalnym archidiecezji (2016–2018).
11 lipca 2018 papież Franciszek mianował go biskupem pomocniczym archidiecezji Fortaleza oraz biskupem tytularnym Castabala. Sakry udzielił mu 24 sierpnia 2018 metropolita Aracajú – arcybiskup João José da Costa. 11 lipca 2024 ten sam papież mianował go biskupem Juazeiro. 